# Bankschroef

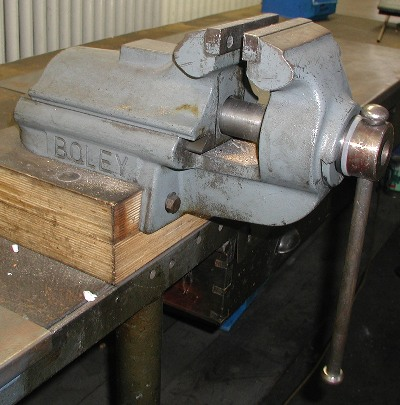
Parallelbankschroef, achterste bek beweegbaar

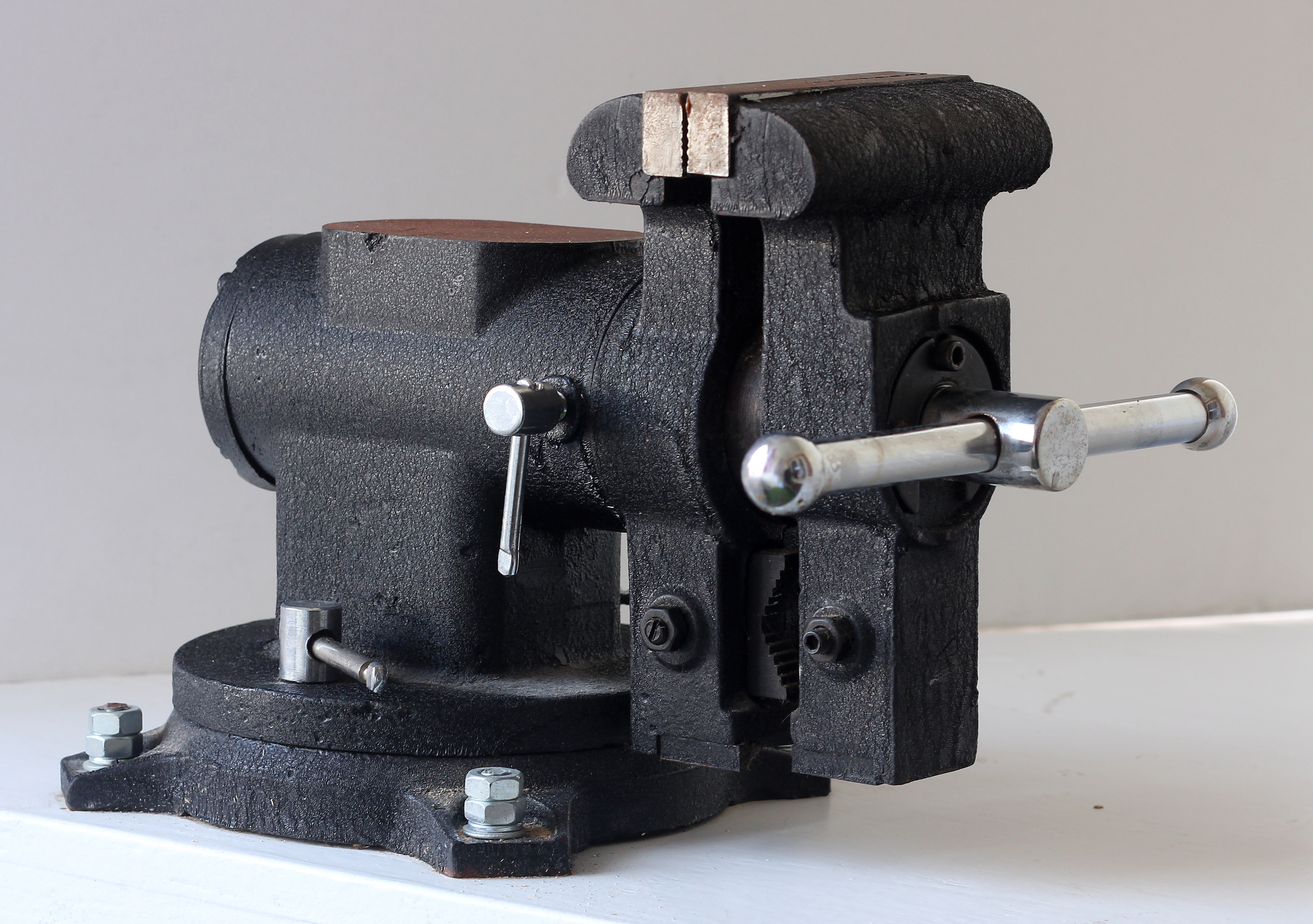
Bankschroef

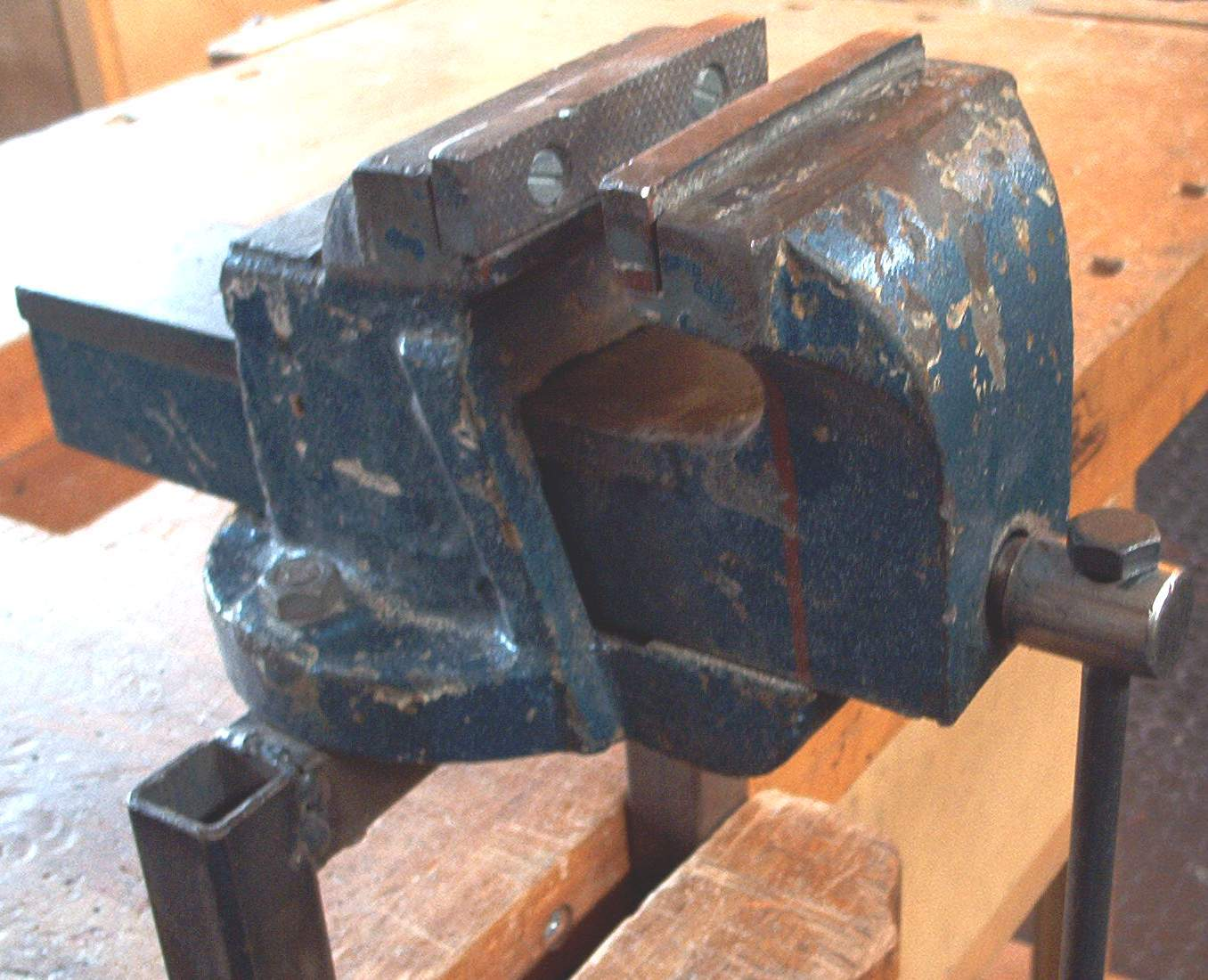
Bankschroef, geschikt gemaakt om in de houtbankschroef te plaatsen

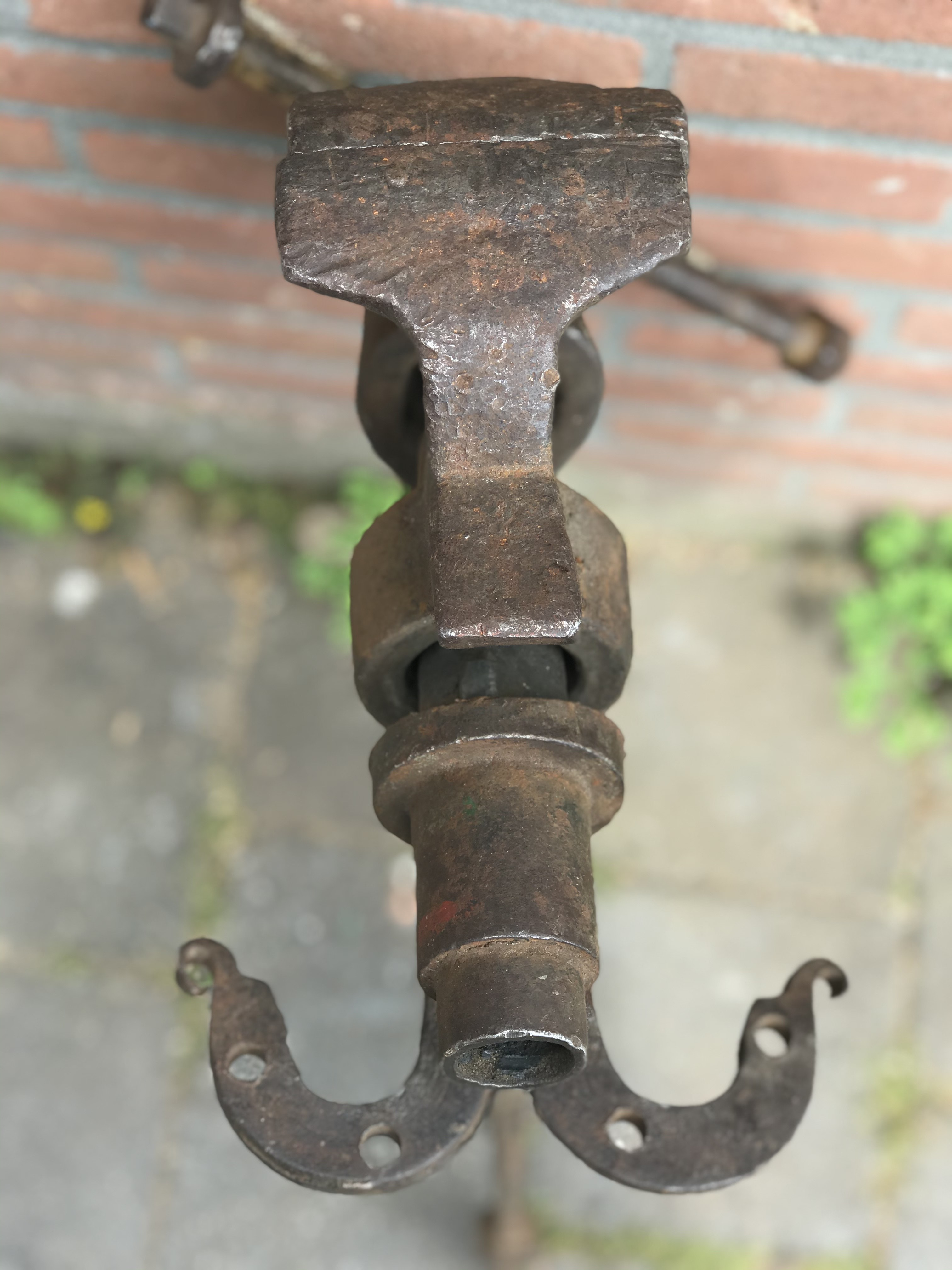
Bevestigingsmogelijkheid staartbankschroef.

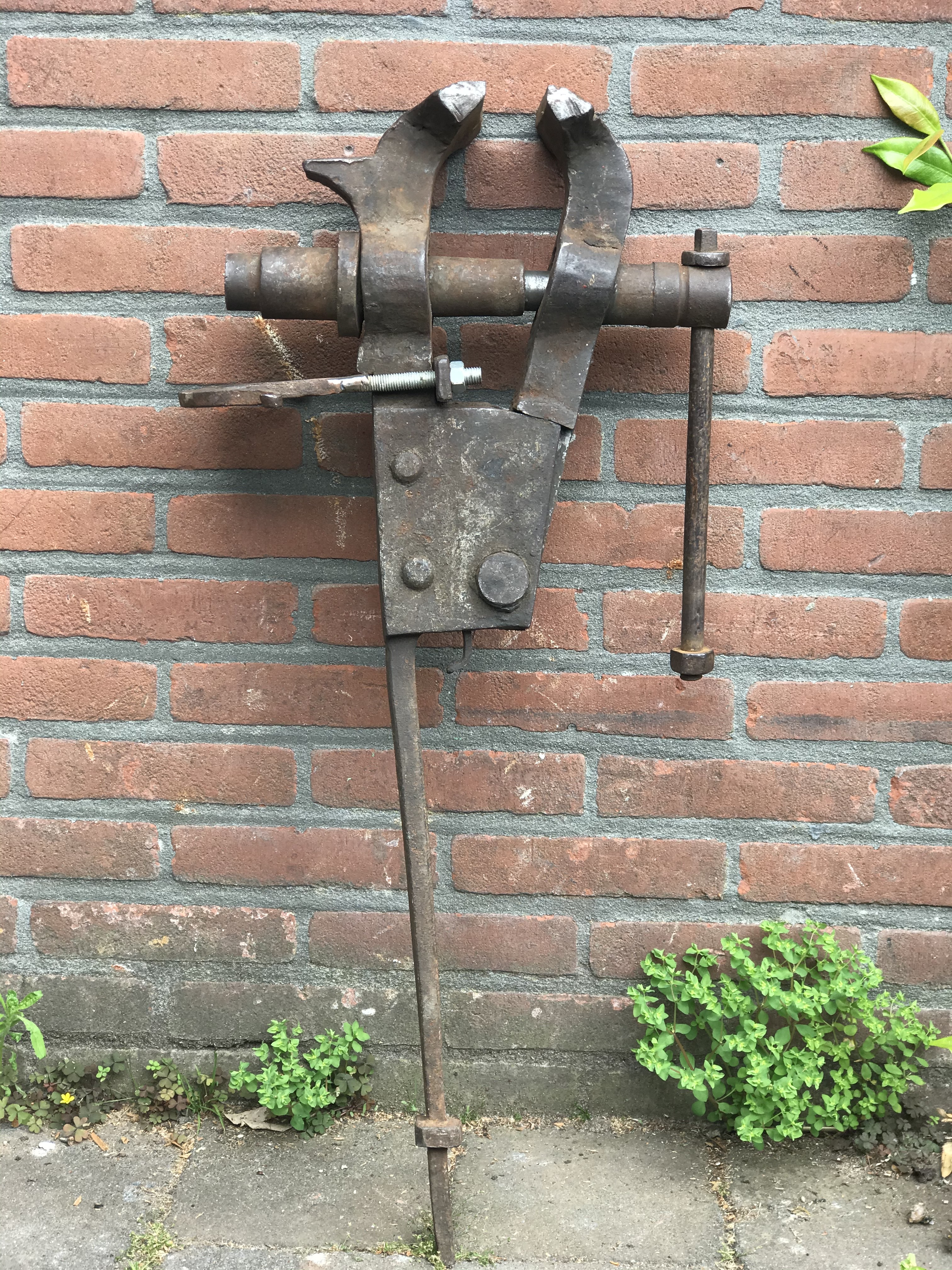
Staartbankschroef (Niet bevestigd aan een drager) De staart kan steunen op de vloer of op een verzonken steun. Zie ook de dikke scharnierpen, deze is zwaar uitgevoerd om de enorme krachten op te kunnen vangen die vrijkomen bij het bewerken van het metaal.

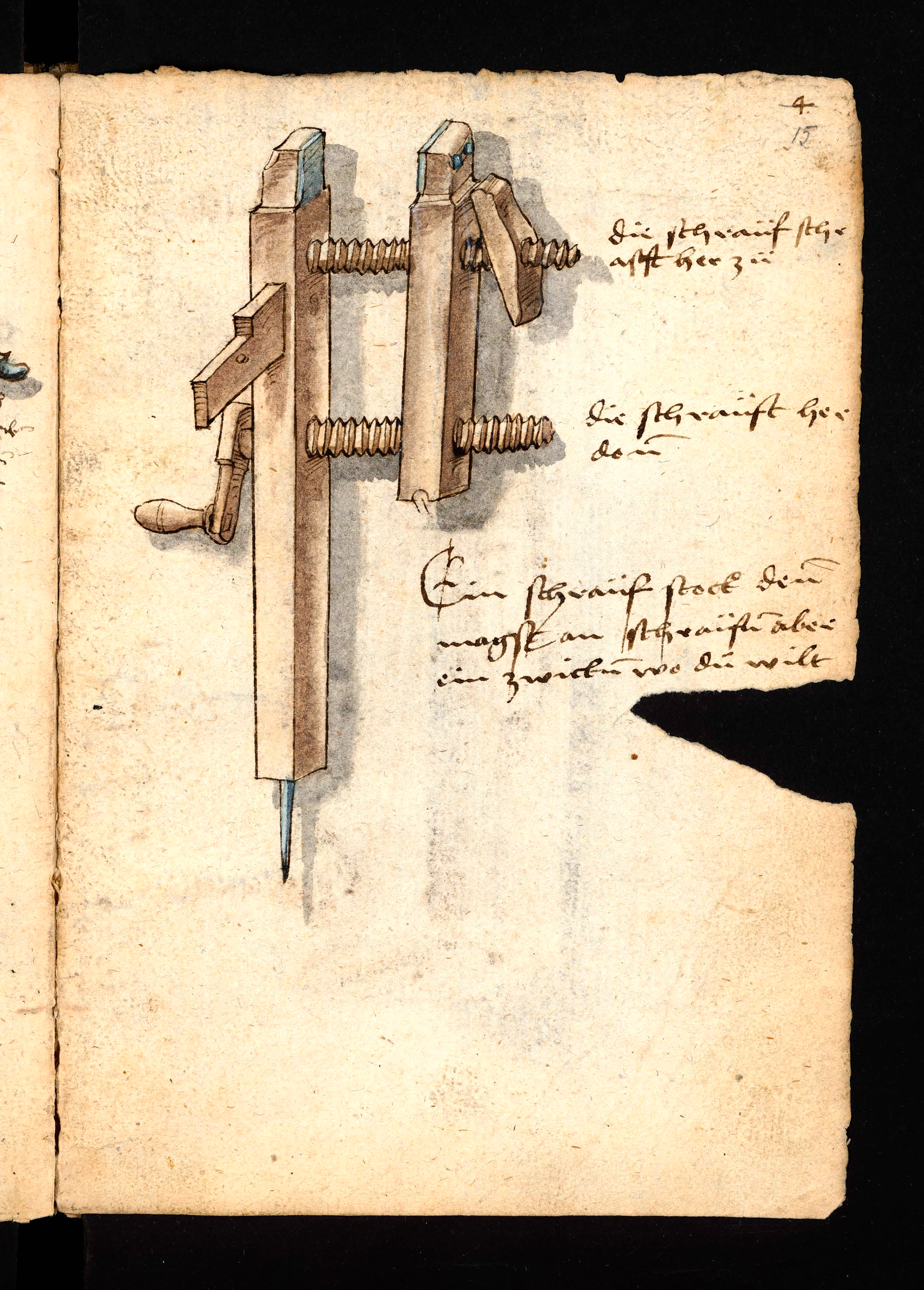
Houten bankschroef van Löffelholz-Codex, Nürnberg 1505

Een bankschroef is een werktuig dat dient om werkstukken vast te klemmen zodat hieraan bewerkingen kunnen worden verricht, zoals zagen, boren, vijlen, schuren, schaven, schroeven, bouten, lassen, slijpen enzovoorts, zonder dat door deze bewerkingen het werkstuk verschuift.
De in de metaalbewerking algemeen toegepaste parallelbankschroef is doorgaans van gietijzer, maar er zijn ook gesmede uitvoeringen. De bankschroef bestaat uit een beweegbare- en vaste bek. Er zijn uitvoeringen waarbij de voorste bek beweegbaar is, dan wel de achterste bek. Door de steel en daarmee de draadspil rond te draaien wordt de beweegbare bek verplaatst en worden de bekken evenwijdig van of naar elkaar gebracht. Voor een betere klemming zijn de spanvlakken van beide bekken dikwijls gekarteld. Gietijzeren bankschroeven zijn meestal voorzien van verwisselbare, hardstalen bekstukken. In de meest gangbare uitvoering zijn ze gekarteld, maar er bestaan ook bekstukken van glad staal, van koper en van kunststof. Bekstukken kunnen ook voorzien zijn van horizontale en verticale V-groeven waarmee cilindervormige werkstukken steviger ingespannen kunnen worden. Vooral bij het spannen van dunwandige pijpeinden en andere holle onderdelen is er dan minder kans op vervorming.
Om beschadigingen van werkstukken door het spannen te voorkomen kan men ook gebruikmaken van losse spanplaten. Daarmee wordt tegengegaan dat de kartelingen van de spanvlakken in het werkstuk dringen. Spanplaten worden vervaardigd van zacht materiaal zoals koper, aluminium en kunststof. Soms past men magnetische spanplaten toe die als het ware aan de bekvlakken 'kleven'.
Meestal wordt een bankschroef op een vaste ondergrond, zoals een werkbank, vastgezet. De juiste hoogte van bankschroef kan op de volgende wijze worden vastgesteld: met de vuist onder de kin dient de elleboog juist de bovenkant van de bankschroef te raken. Om deze juiste werkhoogte te bereiken kan men eventueel een plankje eronder aanbrengen. Staat de bankschroef echter te hoog dan is een beuntje voor de werkbank de oplossing. Een standaard bankschroef met stalen bekken is zonder verdere voorzieningen alleen geschikt voor het werken met metalen voorwerpen. Bij het werken met bijvoorbeeld houten voorwerpen zal er beschadiging optreden, tenzij er beschermende maatregelen worden genomen.
Wordt de bankschroef voor het lassen gebruikt, dan is het metaal ervan met een dikke elektrische kabel aan de lastransformator verbonden.
Een staartbankschroef (Engels Legvise, Duits Schmiedeschraubstock) is een van de meest belangrijke stukken gereedschap in een smederij. Het houdt het hete ijzer stevig vast wanneer er tijdens de bewerking hard op geslagen wordt, maar ook wanneer het ijzer getordeerd of gebeiteld wordt. Dit zijn de enige bankschroeven die dergelijke bewerkingen op dagelijkse basis aankunnen.
Drie zaken maken de staartbankschroef speciaal, De eerste, ze zijn gesmeed en niet gegoten. Tweede; De staart of been steunt op de vloer of op een verzonken paal die zorgt voor de extra stevigheid als er hard op geslagen wordt. Derde; het scharnier of penverbinding die gemakkelijk de klappen op kan vangen, als deze pen versleten is kan men deze ook gemakkelijk vervangen.
Deze drie combinaties zorgen er voor dat men een stuk gereedschap in de smederij heeft dat na jaren van zeer intensief gebruik en misbruik gewoon zijn werk blijft doen. De meeste staartbankschroeven die men nog gebruikt zijn soms 100 tot 200 jaar oud.
Speciale 'bankschroeven' voor gebruik bij boor- en freesmachines worden machineklemmen genoemd.
Sommige bankschroeven kunnen op een plateautje rond een verticale as draaien en vastgezet worden. Andere rusten op een metalen kogel, waardoor de bekken meerdere vrijheidsgraden hebben.
Er bestaan ook bankschroeven speciaal voor houtbewerking, die uit hout vervaardigd zijn en een veel groter klemoppervlak hebben.
|  |